# ميرزا نجف خان
مِيْرزَا نَجَفْ خَانْ بَهَاْدُر (بالهندية: मिर्ज़ा नजफ खां، بالأردية: مرزا نجف خان، بالفارسية: ميرزا نجف خان) (تولد:1723.م – ممات:26 نيسان 1782.م) والمعروف بإسم نجف خان، كان مغامرًا من نسب صفوي، وقد جاء إلى دلهي حوالي عام 1740 ميلاديَّة من إيران بعد أن وصل الأفشاريون بقيادة نادر شاه الى الحكم بدلًا من السلالة الصفوية في عام 1736 ميلادي. وقد أصبح من حاشية الإمبراطور المغولي شاه علم الثاني (1740–1782) ميلاديَّة. تزوجت أخته من العائلة الشيعية نواب أوده، مما أدى لحصوله على لقب نائب وزير أوده في الدولة. اشترك في معركة بوكسار، وقد كان ميرزا نجف خان هو القائد الأعلى لجيوش الإمبراطورية المغولية الهندية منذ عام 1772 ميلاديَّة حتى وفاته بتاريخ 26 نيسان 1782 ميلاديَّة.

## السيرة
كان ميرزا نجف خان أكثر نجاحًا من سلفه نجيب الدولة، الروهيلا الأفغاني الذي عينه أحمد شاه الدراني لحماية عرش المغول. كان لديه ابن بالتبني هو نجف قلي خان. بعد وفاته كان هنالك خلاف حول ممتلكاته لأنه لم يترك أي أبناء فطلبت أخته الأرملة من الإمبراطور منصب ميرزا كنائب وزير لابنها بالتبني. لكن هذا الادعاء ينافسه ميرزا شافي خان الذي كان يمتلك جيشًا عظيمًا وموارد كبيرة في بلاط المغول، وقد كان ميرزا من أقرب الأقارب إلى نجف خان. كان منافس ميرزا نجف خان في محكمة شاه علم هو نواب مجد الدولة. الذي اعتاد على استخدام الأساليب لإثارة الذعر بين المغول لإبقاء قوات نجف خان مشغولة باستمرار. كما يُنسب إليه الفضل في إعادة تسمية مدينة علي قرة المعروفة سابقًا باسم كول.

## سقمه والممات
بدأ ميرزا نجف خان يعاني من نوبات طويلة من الحمى والمرض فور تعيينه الوكيل المطلق أو الوصي على سلطنة المغول في العام 1779 الميلادي عن عمر يناهز 42 عامًا. وبدأت شائعات البلاط ضد صعود هذا الحاكم الشيعي. وقد كان ميرزا نجف خان قد قضى وقته في المرض في "ألم ومعاناة وبصق دماء".
توفي ميرزا نجف خان بتاريخ 26 أبريل 1782 ميلادي في دلهي، بعد أن خدم عرش المغول لمدة اثنين وأربعين عامًا.

## ضريح

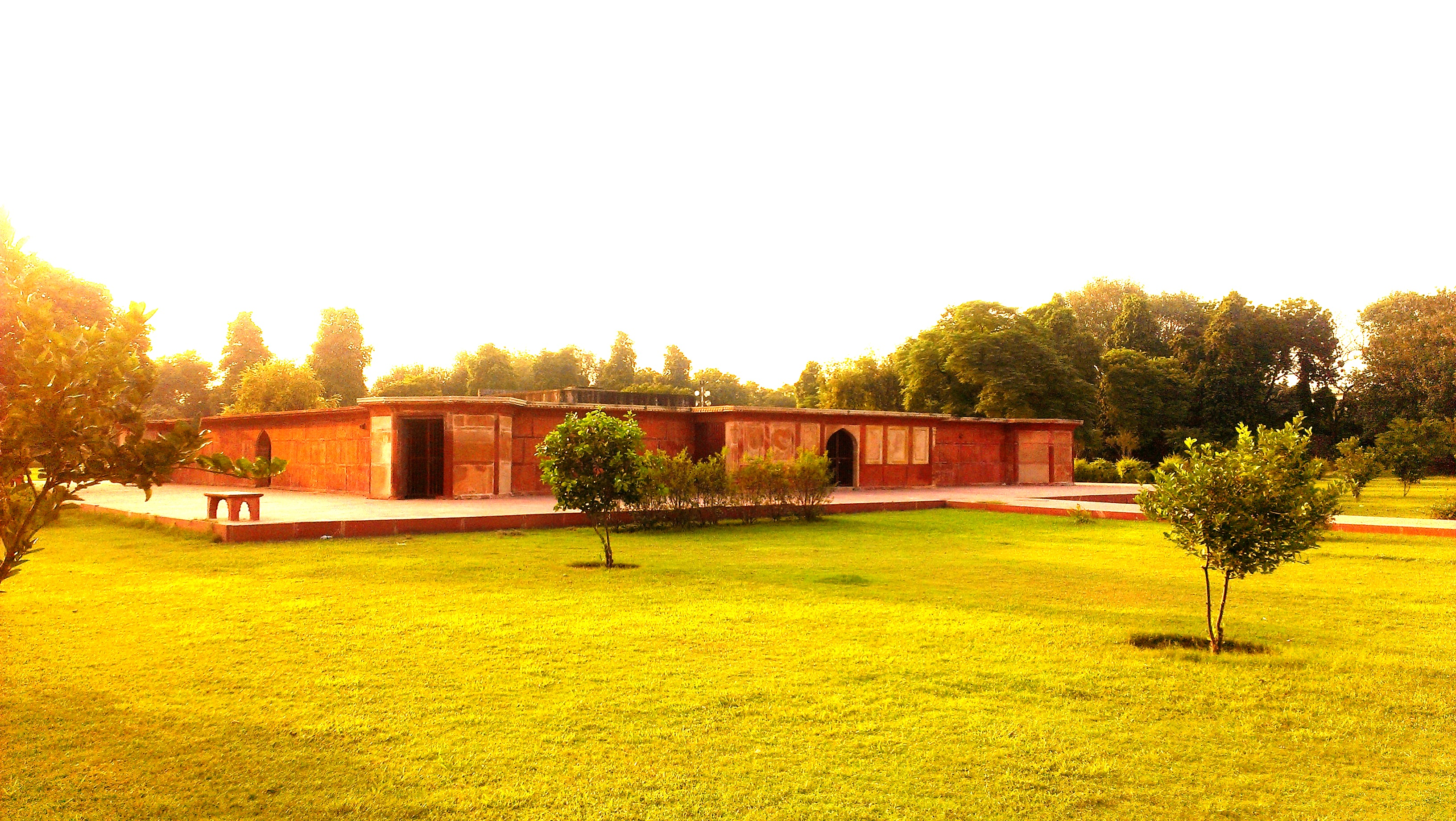
ضريح ميرزا نجف خان غير المكتمل

يقع ضريح ميرزا نجف خان بالقرب من مطار صفدر جنك بالقرب من قبر صفدر جنك في حدائق لودهي، في ضريح غير مكتملة. يقع هذا القبر في حديقة خضراء ذات مناظر طبيعية، داخل حدود مغلقة. يوجد مدخل مبعثر بشكل جميل لمجمع المقبرة يقع على مسافة من المنصة الأساسية للمقبرة. في منتصف المنطقة المحاطة بالحدود، توجد منصة حجرية حمراء مربعة كبيرة وجميلة مع منصة أخرى أصغر في الأعلى بسقف مسطح بلا قبة. مع نقش مكتوب كان قد تضمن: (قبر لميرزا نجف خان وابنته فاطمة). داخل اثنين من التوابيت الرخامية.

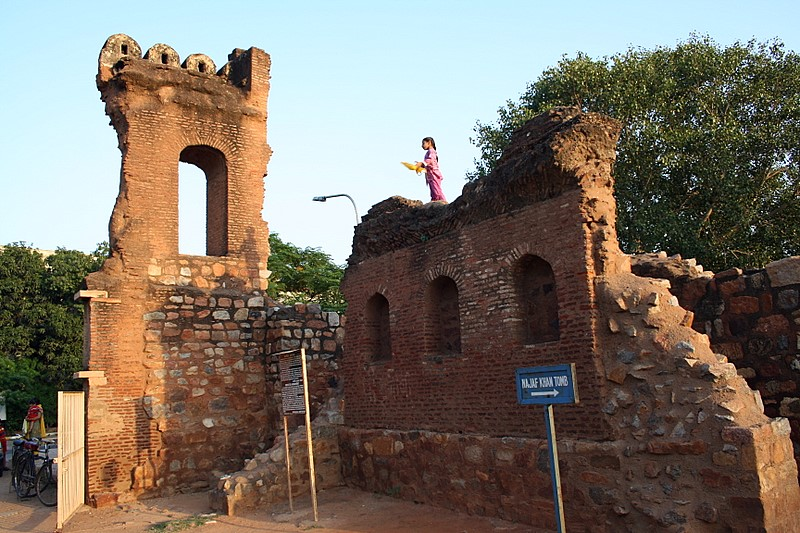
مدخل قبر ميرزا نجف خان
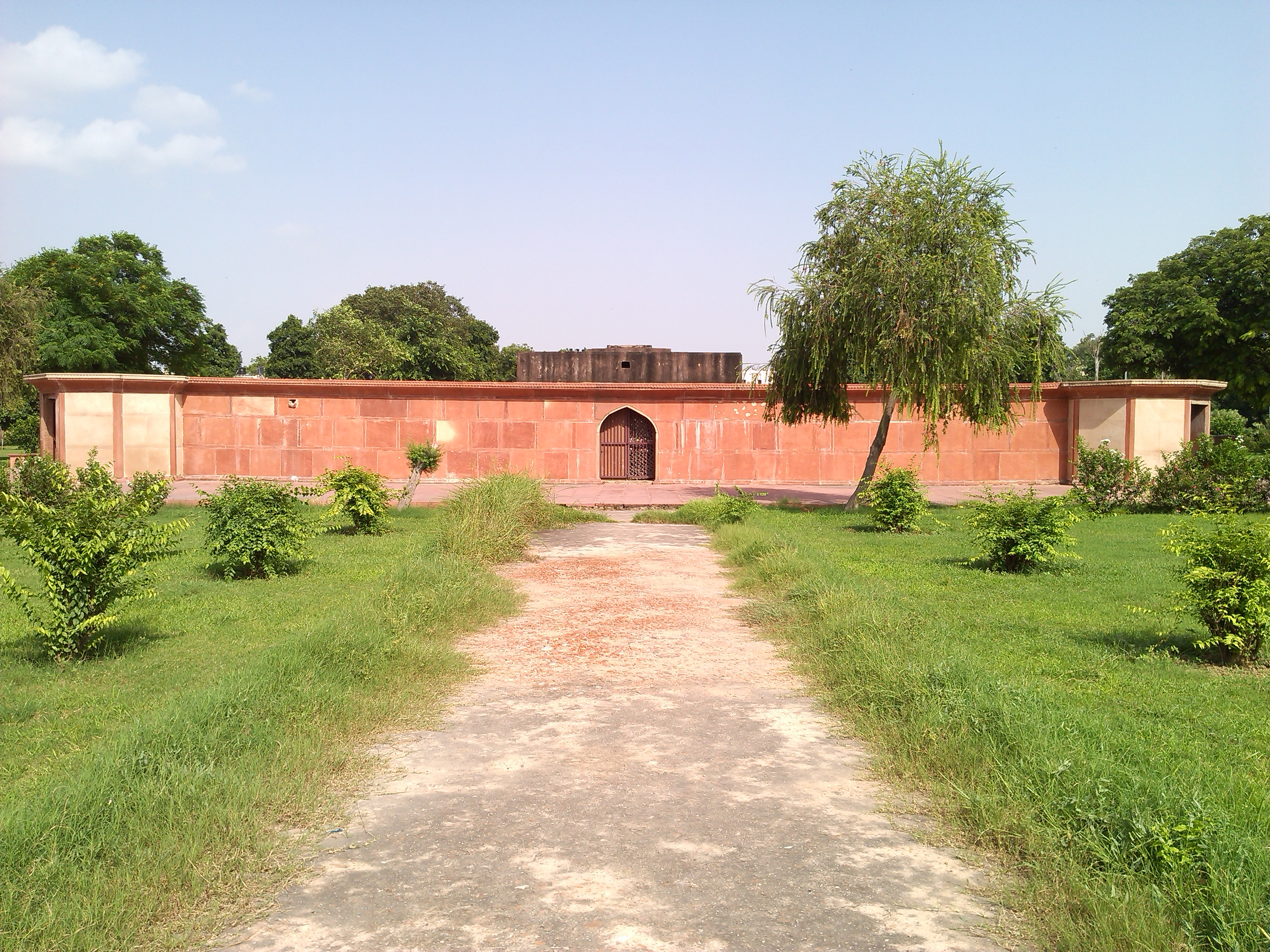
جدار قبر ميرزا نجف خان
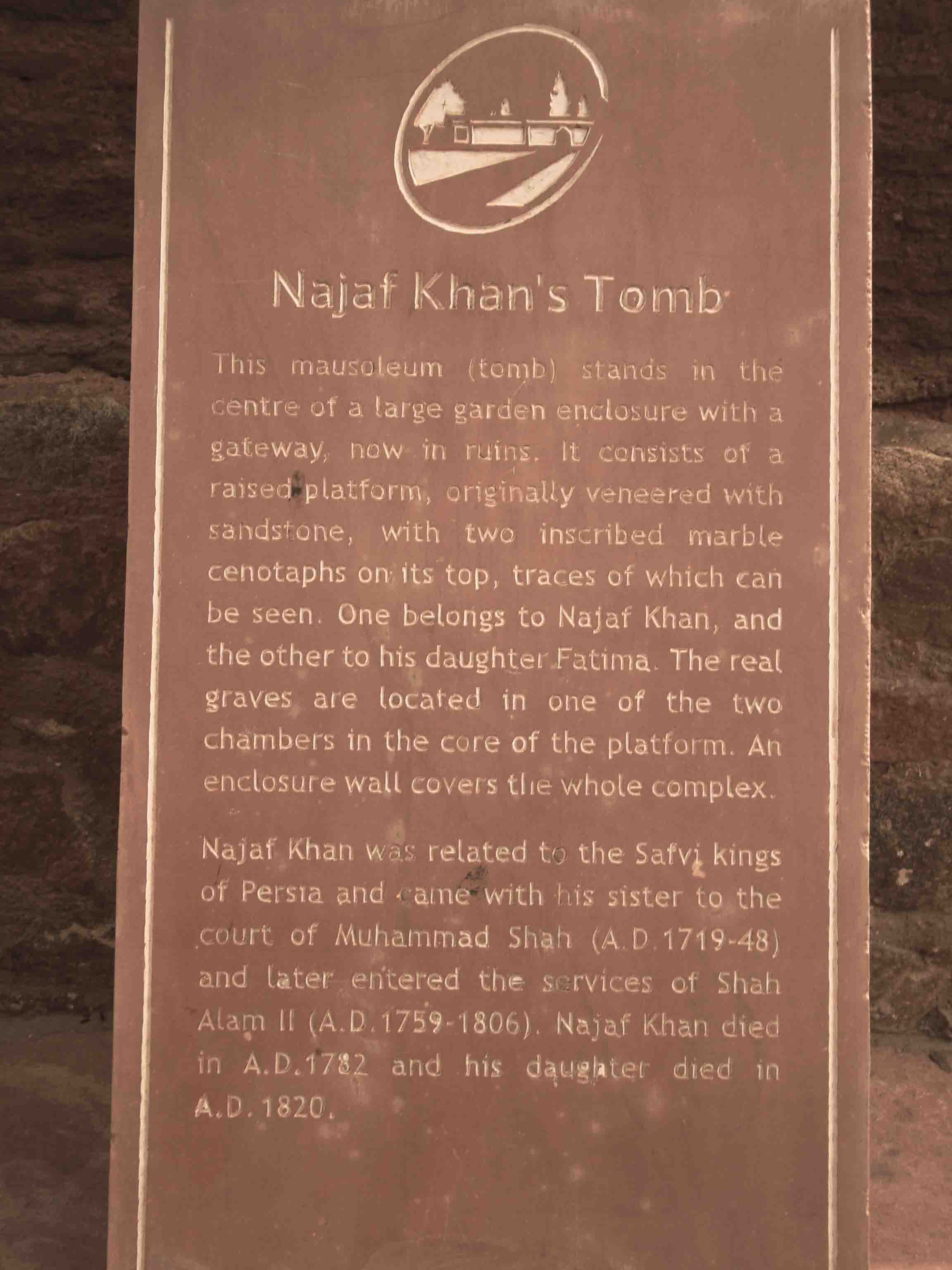
قبر ميرزا نجف خان